# 하이마 2
하이마 2(영어: Haima 2)는 하이마에서 생산했던 서브컴팩트 자동차이다.

## 개요
하이마 2의 스타일링은 2세대 마쓰다 2와 매우 흡사하며, 스타일링 면에서 마쓰다 제품으로 쉽게 착각할 수 있었다. 1.3L 또는 1.5L 엔진은 5단 수동 변속기 또는 6단 게트락 자동 변속기와 짝을 이루었다. 가격은 53,900위안에서 68,900위안부터 시작한다.

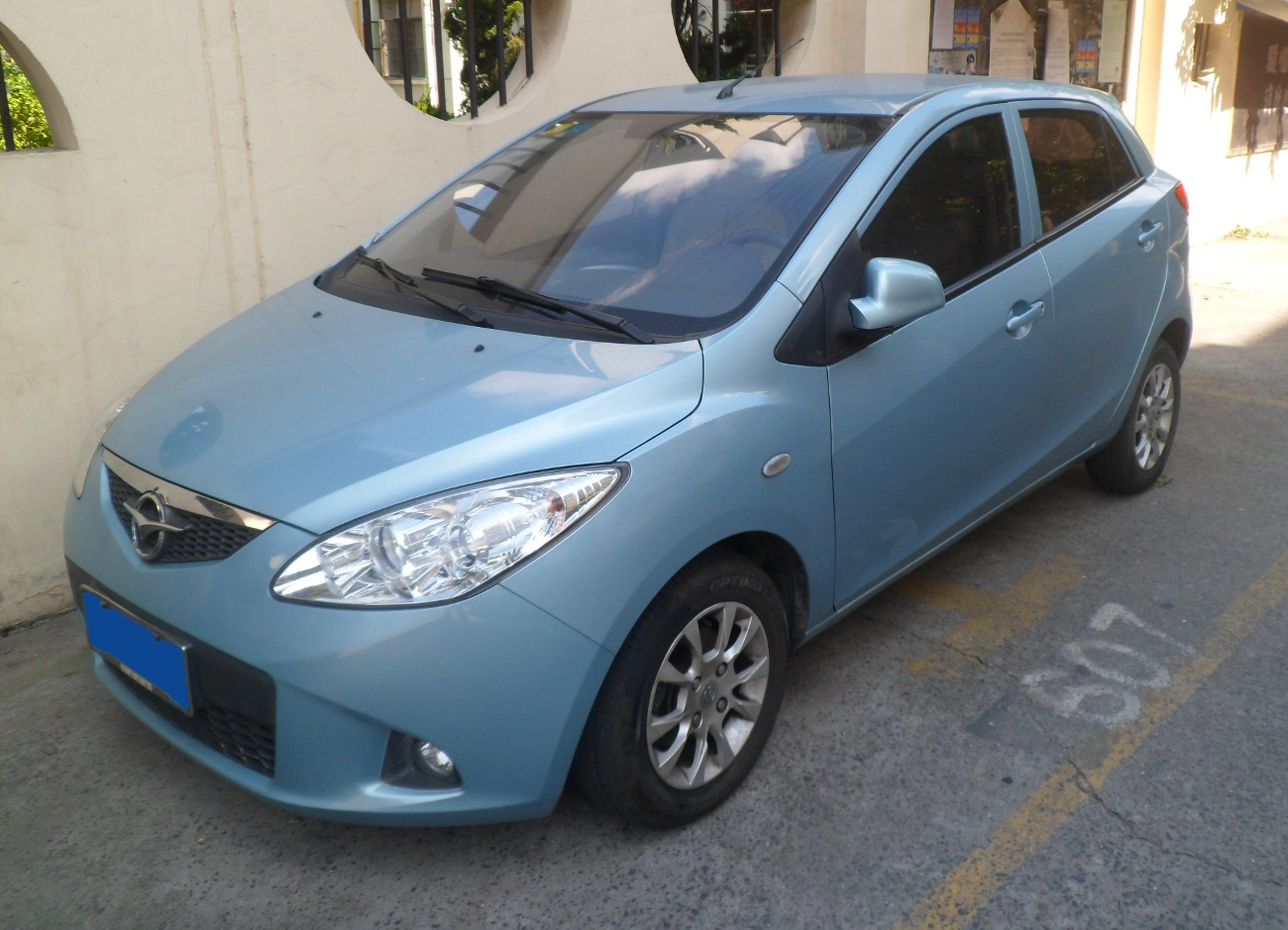
하이마 2 페이스리프트 이전 (전면)
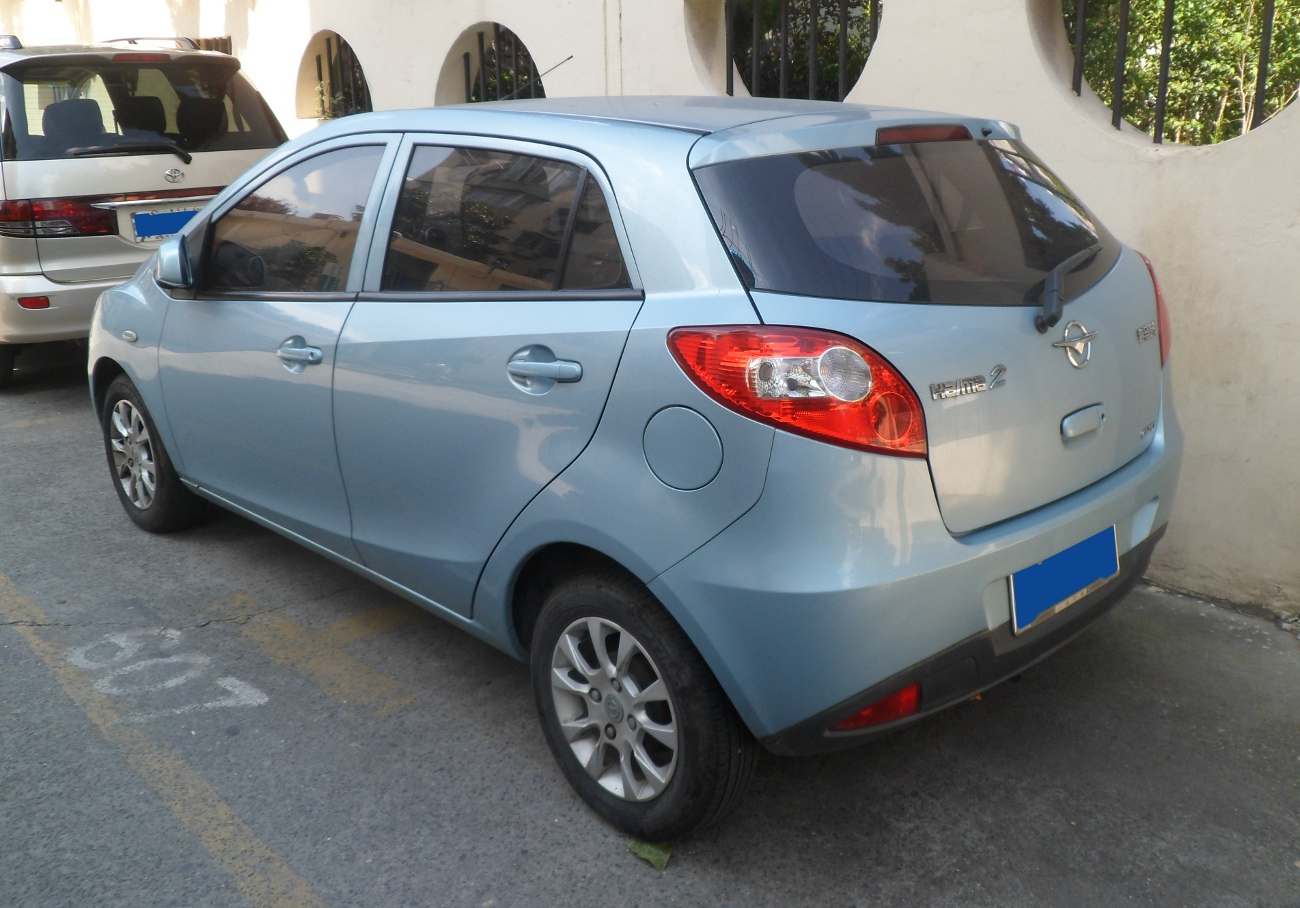
하이마 2 페이스리프트 이전 (후면)

### 2013년 페이스리프트
2013년 페이스리프트는 주로 전후 범퍼의 스타일링을 변경했다.

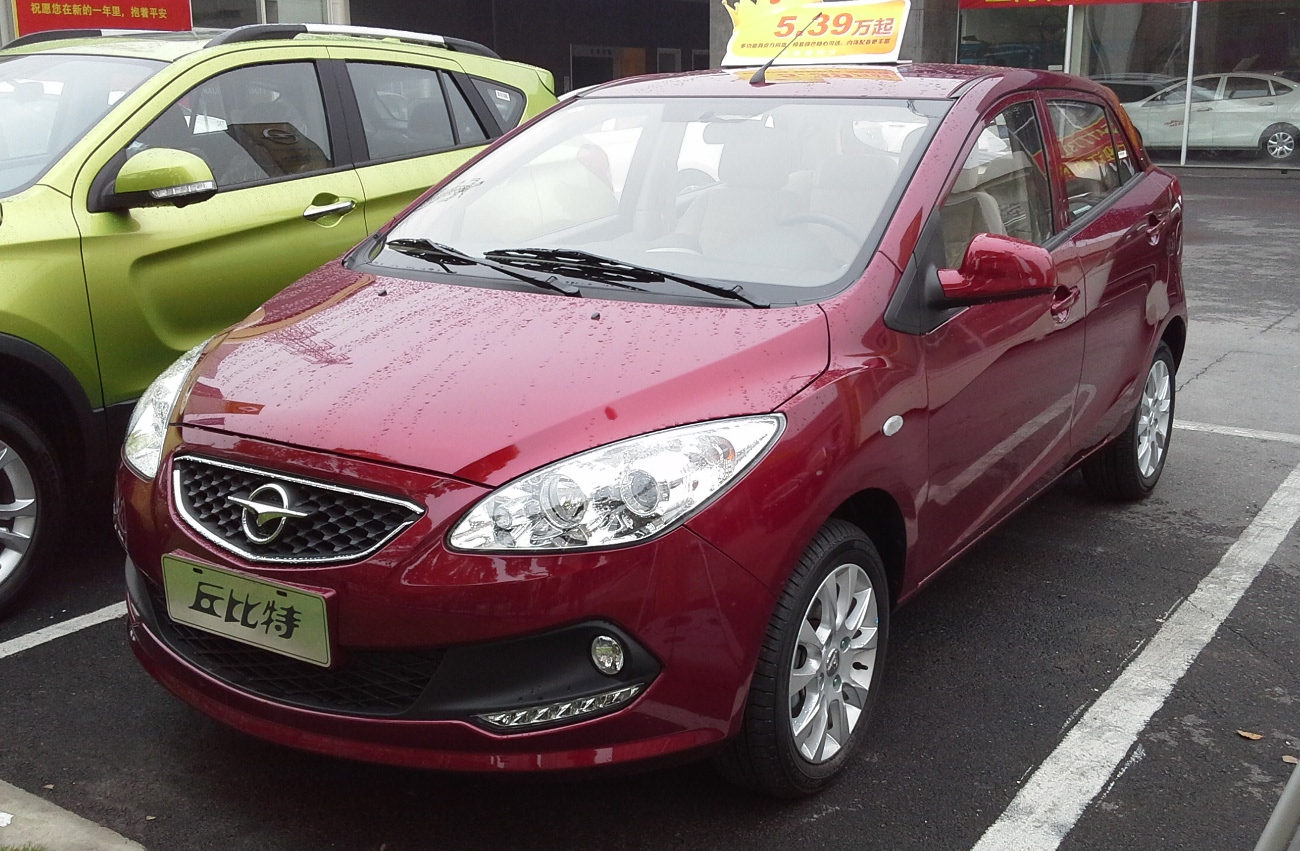
하이마 2 페이스리프트 (전면)
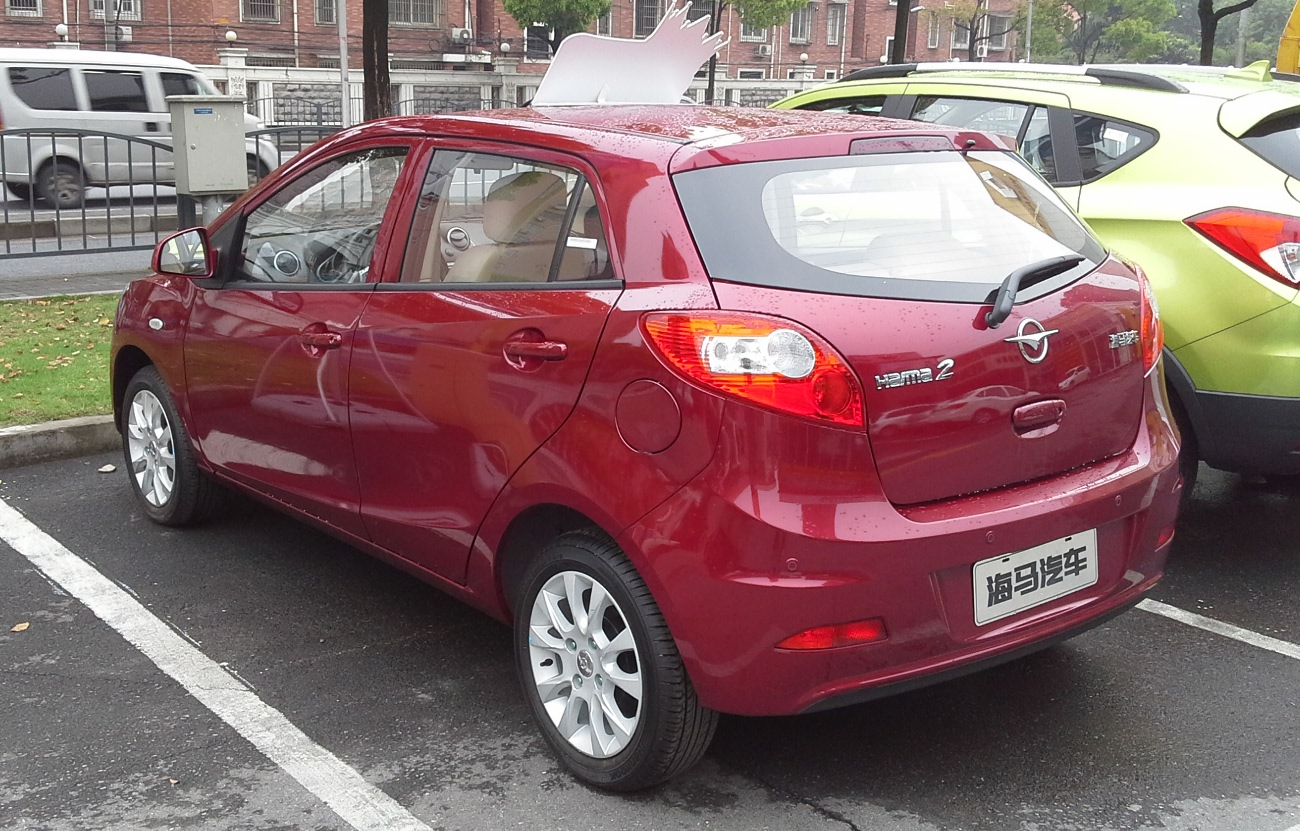
하이마 2 페이스리프트 (후면)